# San Lazzaro di Savena
San Lazzaro di Savena es un municipio situado en el territorio de la Provincia de Bolonia, en Emilia-Romaña (Italia).

## Demografía
| Gráfica de evolución demográfica de San Lazzaro di Savena entre 1861 y 2001 |
|                                                                             |
| Fuente ISTAT - elaboración gráfica de Wikipedia                             |